# 한단시
한단시(중국어 간체자: 邯郸市, 정체자: 邯鄲市, 병음: Hándān shì)는 중화인민공화국 허베이성 남부에 위치하는 지급시이다. 경광선(京廣線)의 연선에 있기 때문에 석탄 이외에 시멘트 제조, 철강, 방적, 전자 산업 등이 번성하고, 그 교통편으로 공업 전체가 성장하고 있다.

## 개요

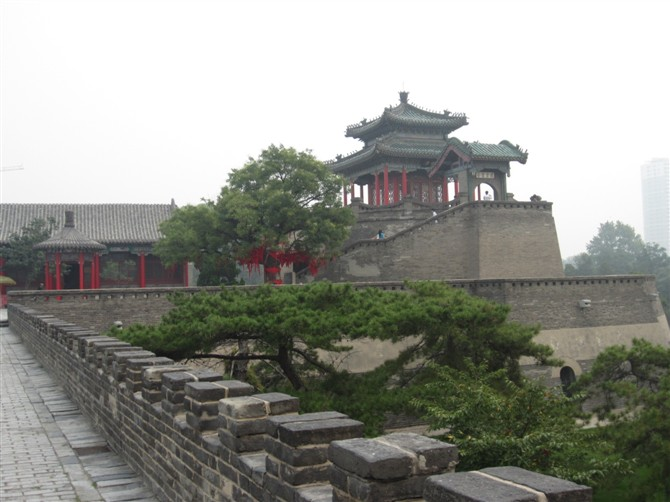

원래의 이름은 감이며, 같은 이름의 산에서 유래되었다. 위(衛)에 속하는 거리였지만, 진나라 (晉)에 점령되어 전국시대에 조나라의 수도가 진양(晋陽)(현 타이위안 시)에서 천도하여 많이 발전을 한 이후에 한단(邯鄲)으로 개명되었다.
또 한단은 진 시황제 탄생지이다. 진나라는 조나라에 대해 인질로서 소양왕(昭襄王)의 손자 자초(후의 장양왕)를 보냈지만, 대상인 여불위는 자초의 비범함을 간파하고 그를 구해낸 후에 후견인으로서 세력을 다지게 한다. 여불위는 애첩을 자초에게 주어 태어난 아이가 후의 진 시황제가 되는 정이다. 시황제는 조나라를 멸망시킨 이후 한단에 입성해, 생모의 적들을 모두 생매장시켰다고 전한다.
그 후, ‘진승, 오광의 난’이 일어나 조나라가 부활하지만, 진나라 장군 장한에 의해 조나라 한단이 점령되었고, 한단 점령 후에 한단을 철저하게 파괴했다. 그 후, 전한 시대에는 한단이 부흥해 당시의 5대 도시의 하나였지만, 잇따른 전란으로 쇠퇴해, 당대 이후는 단순한 진이 되었다.
1953년 뒤늦게 시가 되었지만, 1980년대 이후에 급속히 발전하여, 석탄 생산에 의한 철강업 등에 연료를 공급해 일대 공업 도시가 되었다. 또 일용 자기 생산에서는 탕산 시(唐山市)를 제치고, 중국 북부 최대의 생산지가 되고 있다. 그러나 한편, 시의 서쪽의 태행산맥에 시작하여, 시가지를 관통하며 북쪽에서 흐르는 부양하(滏陽河, 하이허 수계의 지류)는 상류에서의 과다한 취수, 생활 배수나 공장 폐수의 투기로 인해 단류나 수질 오염이 일어나, 중대한 환경 문제가 되고 있다.

## 행정 구역

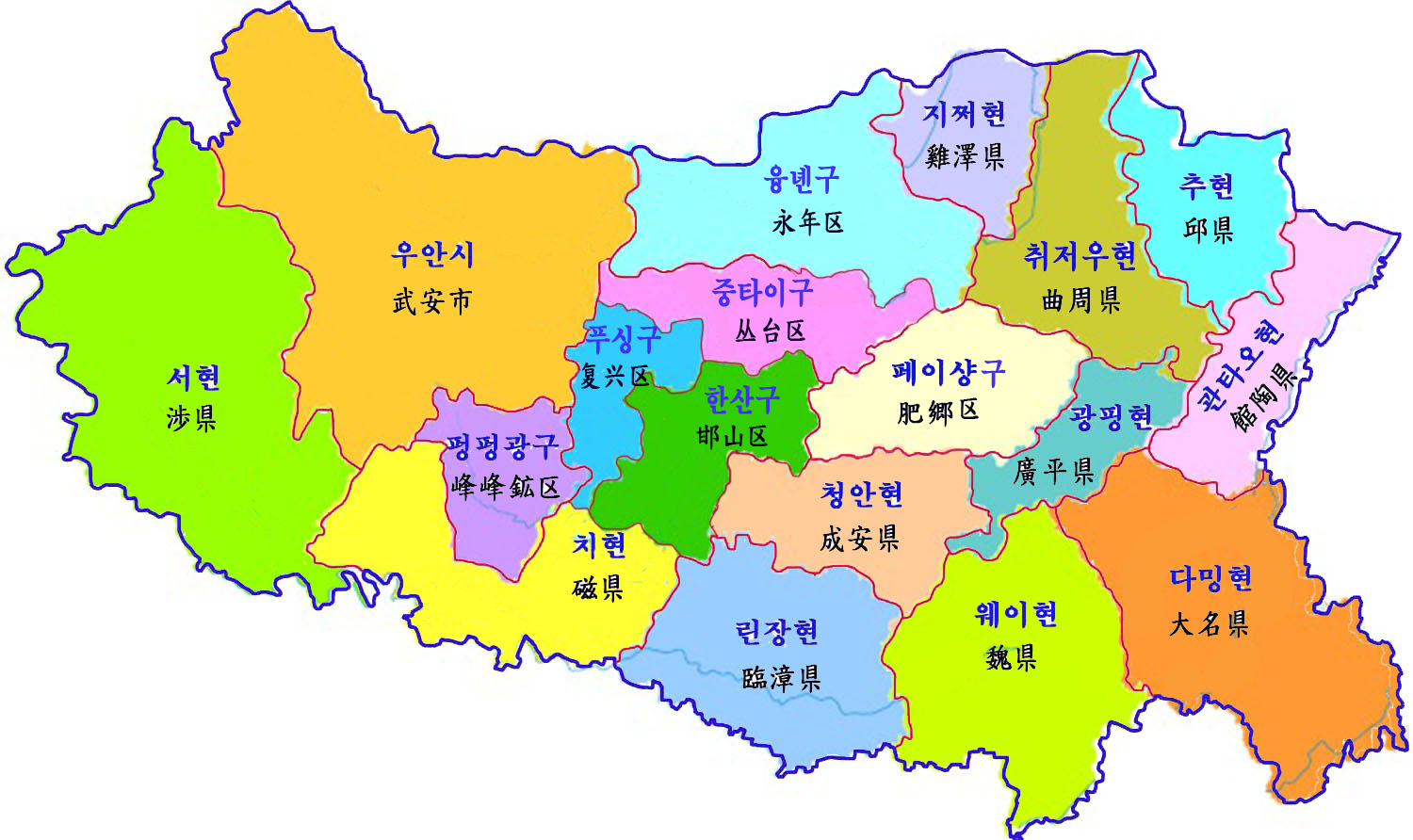
한단시의 현급 행정 구역

6구, 1시, 11현을 관할한다.
시할구
- 한산구(邯山区)
- 충타이구(丛台区)
- 푸싱구(复兴区)
- 펑펑 광구(峰峰矿区)
- 페이샹구(肥乡区)
- 융녠구(永年区)

현급시
- 우안시(武安市)

현
- 츠현(磁县)
- 청안현(成安县)
- 다밍현(大名县)
- 관타오현(馆陶县)
- 광핑현(广平县)
- 지쩌현(鸡泽县)
- 린장현(临漳县)
- 추현(邱县)
- 취저우현(曲周县)
- 웨이현(魏县)
- 서현(渉县)

## 기후
| 한단시의 기후                                                 | 한단시의 기후 | 한단시의 기후 | 한단시의 기후 | 한단시의 기후 | 한단시의 기후 | 한단시의 기후 | 한단시의 기후 | 한단시의 기후 | 한단시의 기후 | 한단시의 기후 | 한단시의 기후 | 한단시의 기후 | 한단시의 기후 |
| 월                                                            | 1월           | 2월           | 3월           | 4월           | 5월           | 6월           | 7월           | 8월           | 9월           | 10월          | 11월          | 12월          | 연간          |
| ------------------------------------------------------------- | ------------- | ------------- | ------------- | ------------- | ------------- | ------------- | ------------- | ------------- | ------------- | ------------- | ------------- | ------------- | ------------- |
| 역대 최고 기온 °C (°F)                                        | 19.7 (67.5)   | 25.3 (77.5)   | 31.7 (89.1)   | 37.9 (100.2)  | 40.0 (104.0)  | 43.6 (110.5)  | 42.0 (107.6)  | 37.2 (99.0)   | 40.1 (104.2)  | 33.5 (92.3)   | 28.6 (83.5)   | 28.4 (83.1)   | 43.6 (110.5)  |
| 일평균 최고 기온 °C (°F)                                      | 4.2 (39.6)    | 8.7 (47.7)    | 15.3 (59.5)   | 22.1 (71.8)   | 27.7 (81.9)   | 32.5 (90.5)   | 32.5 (90.5)   | 30.8 (87.4)   | 27.3 (81.1)   | 21.4 (70.5)   | 12.8 (55.0)   | 6.0 (42.8)    | 20.1 (68.2)   |
| 일일 평균 기온 °C (°F)                                        | −0.7 (30.7)   | 3.1 (37.6)    | 9.5 (49.1)    | 16.1 (61.0)   | 22.0 (71.6)   | 26.6 (79.9)   | 27.8 (82.0)   | 26.2 (79.2)   | 21.8 (71.2)   | 15.5 (59.9)   | 7.3 (45.1)    | 1.1 (34.0)    | 14.7 (58.4)   |
| 일평균 최저 기온 °C (°F)                                      | −4.5 (23.9)   | −1.3 (29.7)   | 4.3 (39.7)    | 10.5 (50.9)   | 16.2 (61.2)   | 21.1 (70.0)   | 23.6 (74.5)   | 22.4 (72.3)   | 17.3 (63.1)   | 10.7 (51.3)   | 3.0 (37.4)    | −2.8 (27.0)   | 10.0 (50.1)   |
| 역대 최저 기온 °C (°F)                                        | −15.0 (5.0)   | −14.4 (6.1)   | −6.1 (21.0)   | 0.0 (32.0)    | 7.7 (45.9)    | 11.5 (52.7)   | 16.5 (61.7)   | 13.7 (56.7)   | 5.4 (41.7)    | −1.0 (30.2)   | −11.4 (11.5)  | −12.7 (9.1)   | −15.0 (5.0)   |
| 평균 강수량 mm (인치)                                         | 3.2 (0.13)    | 7.6 (0.30)    | 9.8 (0.39)    | 27.1 (1.07)   | 40.8 (1.61)   | 50.7 (2.00)   | 147.0 (5.79)  | 122.7 (4.83)  | 46.5 (1.83)   | 26.3 (1.04)   | 14.9 (0.59)   | 3.5 (0.14)    | 500.1 (19.72) |
| 평균 강수일수 (≥ 0.1 mm)                                      | 2.4           | 3.1           | 2.8           | 5.2           | 6.5           | 8.2           | 10.8          | 9.6           | 7.0           | 5.4           | 3.8           | 2.3           | 67.1          |
| 평균 강설일수                                                 | 3.7           | 3.0           | 1.1           | 0.2           | 0             | 0             | 0             | 0             | 0             | 0             | 1.3           | 2.7           | 12            |
| 평균 상대 습도 (%)                                            | 57            | 53            | 50            | 54            | 56            | 56            | 72            | 76            | 69            | 64            | 64            | 60            | 61            |
| 평균 월간 일조시간                                            | 133.1         | 149.2         | 198.5         | 222.3         | 252.7         | 228.4         | 192.1         | 193.7         | 179.5         | 177.0         | 144.3         | 138.0         | 2,208.8       |
| 가능 일조율                                                   | 43            | 48            | 53            | 56            | 58            | 52            | 43            | 47            | 49            | 51            | 48            | 46            | 50            |
| 출처: 중국기상국 (평년값: 1991년~2020년, 극값: 1981년~2010년) |               |               |               |               |               |               |               |               |               |               |               |               |               |